# Experimentální trakce
V průběhu vývoje se kromě lokomotiv běžných typů (parní, elektrické, dieselové) objevily i některé další, povětšinou experimentální konstrukce.

## Vrtulový pohon
Prozatím nejstarší aplikací vrtulového pohonu v kolejové dopravě je ruský Aerovagon, i když princip pochází z Německa, z roku 1917. Dalším strojem, (či spíše motorovým vozem) byl ve třicátých letech dvacátého století, opět z Německa, experimentální stroj konstruktéra Franze Kruckenberga, zvaný Kolejový zepelín. Dne 21. června 1931 dosáhl tento vůz rekordní rychlosti 230 km/h. 
Další pokusy o vrtulí poháněný vlak byly prováděny v letech 1965 - 1972 ve Francii. Jednalo se o projekt Aérotrain. Vozy se pohybovaly na vzduchovém polštáři nad betonovou tratí s vodící betonovou kolejnicí. Projekt byl ukončen pro hluk a nehospodárnost (obrovská spotřeba energie na vytvoření vzduchového polštáře - 20 kW/tunu).

## Pohon spalovací turbínou
V šedesátých letech 20. století byly prováděny ve světě i v Československu (v plzeňské Škodovce - Lokomotiva TL 659.0) pokusy se spalovací turbínou. Očekávaný výsledek (vyšší energetická účinnost proti běžnému pístovému spalovacímu motoru) byl potlačen provozními problémy. Běžný provoz málokdy umožňuje uplatnit optimální pracovní režim turbíny a údržba turbíny se ukázala jako velmi náročná. Navíc se tyto lokomotivy vyznačovaly neúnosnou hlučností.
Jednotky s turbínovým pohonem v celkovém počtu 41 ks (Turbotrain) byly ve Francii provozovány v letech 1972 - 2005 na neelektrifikovaných tratích.

## Lineární elektromotor
Lineární elektromotory se využívají u magnetických drah - maglevů. Místo toho, aby rotující magnetické pole klasického elektromotoru pohybovalo rotorem a ten pak koly, se využívá postupujícího magnetického pole. To přímo posouvá vlak po trati.
Firma Bombardier představila v roce 2006 na veletrhu InnoTrans projekt podzemní dráhy s klasickým železničním pojezdem, avšak s pohonem lineárním motorem.